# Stojice
Stojice (en allemand : Stojitz) est une commune du district et de la région de Pardubice, en République tchèque. Sa population s'élevait à 212 habitants en 2024.

## Géographie
Stojice se trouve à 4 km à l'ouest-nord-ouest de Heřmanův Městec, à 15 km au sud-ouest de Pardubice, à 33 km au sud-sud-ouest de Hradec Králové et à 86 km à l'est-sud-est de Prague.
La commune est limitée par Svojšice au nord-ouest, par Svinčany au nord-est et à l'est, par Načešice au sud et par Holotín à l'ouest.

## Histoire
La première mention écrite de la localité date de 1349.

## Galerie

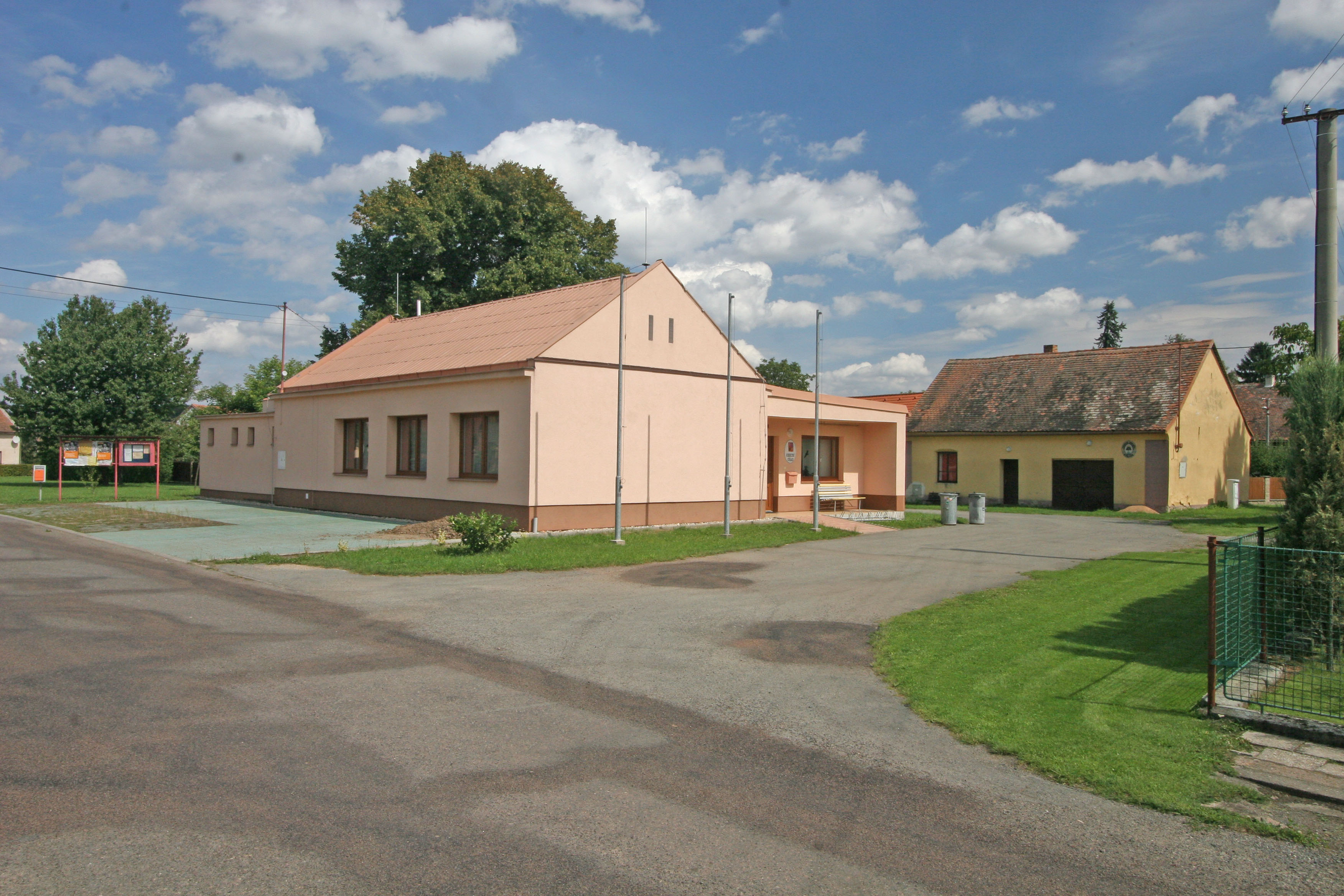
Stojice : la mairie.
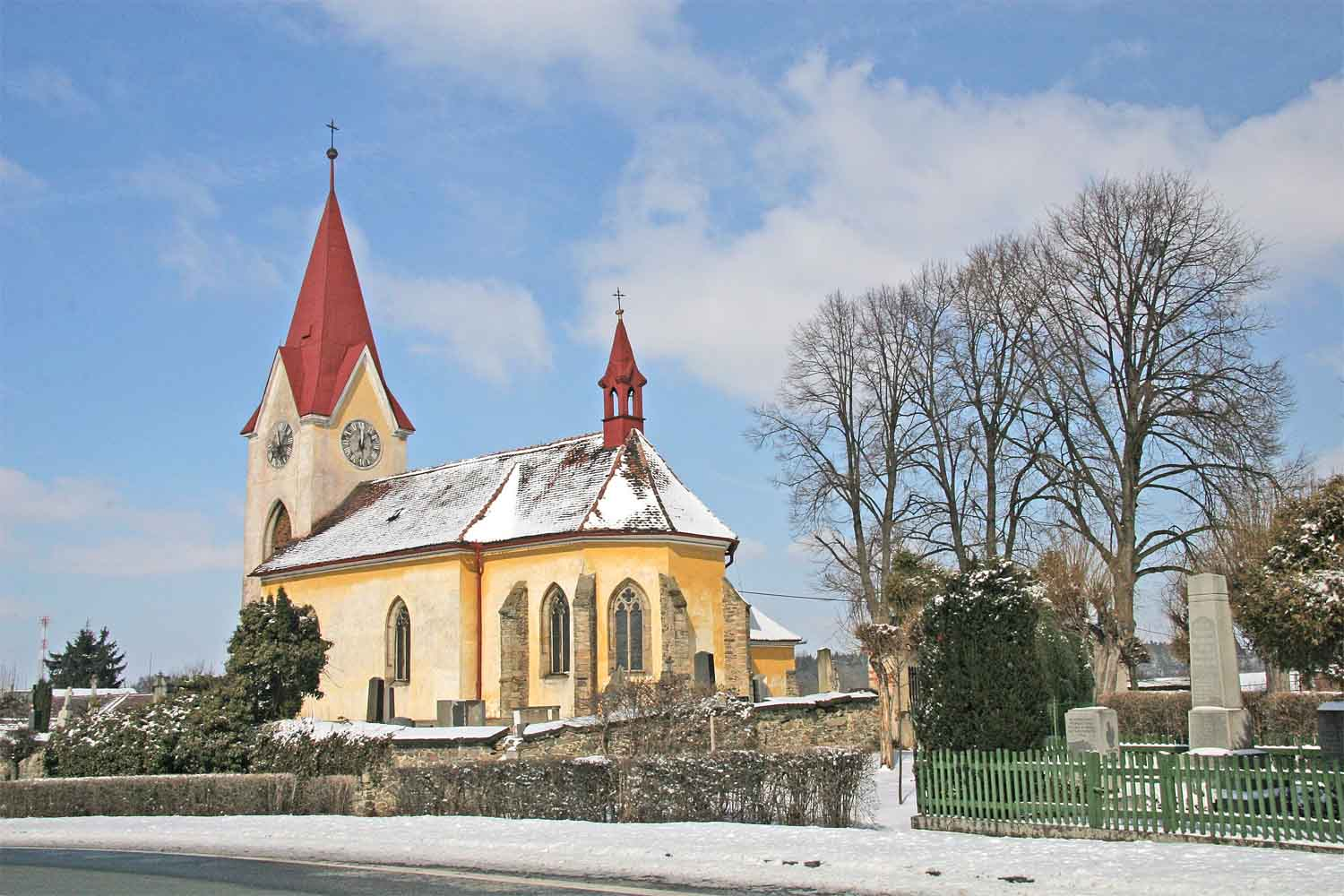
Église de Tous-les-Saints.

## Transports
Par la route, Stojice se trouve à 3,5 km de Heřmanův Městec, à 14 km de Chrudim, à 19 km de Pardubice et à 115 km de Prague. 